# Tesla Electric Light & Manufacturing
Tesla Electric Light & Manufacturing Company  — компания в Рауэй, штат Нью-Джерси, США, занимавшаяся электрическим освещением, существовавшая с декабря 1884 до 1886 года. Основана изобретателем Николой Теслой.

## История
Компания "Tesla Electric Light & Manufacturing Company" была создана в декабре 1884 года на улице Ирвинг, Рауэй, штат Нью-Джерси, после того, как он ушёл от Томаса Эдисона из-за разногласий по вопросу оплаты труда. Компания была создана на основе партнёрства между Теслой, Робертом Лэйном и Бенджамином Вэйлом во время работы над поставленной перед Теслой задачей разработать дуговую систему освещения - быстро растущий сегмент в новой области электрического освещения, использующийся в основном для наружного освещения. Тесла разработал как дуговую лампу с автоматической настройкой и автоматическим предохранителем, так и улучшенные динамо-машины. Это были первые патенты, выпущенные Теслой в США. К 1886-му году он установил бесшумную систему уличного освещения в Рауэй, базирующуюся на центральной станции, а также несколько фабричных зданий.
Инвесторы не проявили большого интереса к идеям Тесла о новых типах двигателей и электрооборудованию и пришли к выводу, что лучше развивать востребованность и пользу от электричества, чем изобретать какие-то новые системы. К осени 1886 года они сформировали Union County Electric Light & Manufacturing Company, ознаменовав конец Tesla Electric Light & Manufacturing и оставив Тесла без денег. Тесла даже потерял контроль над своими патентами, так как он приписал их компании вместо акций.